# Storuman
Storuman este un oraș în Suedia.

## Demografie
| \| Evoluția demografică a zonei urbane Storuman, 1970–2015 \| Evoluția demografică a zonei urbane Storuman, 1970–2015 \| Evoluția demografică a zonei urbane Storuman, 1970–2015 \| Evoluția demografică a zonei urbane Storuman, 1970–2015 \| Evoluția demografică a zonei urbane Storuman, 1970–2015 \| \| --------------------------------------------------------------------------------------- \| ------------------------------------------------------- \| ------------------------------------------------------- \| ------------------------------------------------------- \| ------------------------------------------------------- \| \| An \| \| \| Locuitori \| \| \| 1970 \| 1970 \| \| 2.456 \| 2.456 \| \| 1975 \| 1975 \| \| 2.587 \| 2.587 \| \| 1980 \| 1980 \| \| 2.648 \| 2.648 \| \| 1990 \| 1990 \| \| 2.635 \| 2.635 \| \| 1995 \| 1995 \| \| 2.570 \| 2.570 \| \| 2000 \| 2000 \| \| 2.426 \| 2.426 \| \| 2005 \| 2005 \| \| 2.255 \| 2.255 \| \| 2010 \| 2010 \| \| 2.207 \| 2.207 \| \| 2015 \| 2015 \| \| 2.188 \| 2.188 \| \| Sursa: SCB - Statistika Centralbyrån, Folkmängden per tätort. Vart femte år 1960 - 2016 \| \| \| \| \| |      |  |           |       |
| Evoluția demografică a zonei urbane Storuman, 1970–2015 |      |  |           |       |
| An |      |  | Locuitori |       |
| 1970 | 1970 |  | 2.456     | 2.456 |
| 1975 | 1975 |  | 2.587     | 2.587 |
| 1980 | 1980 |  | 2.648     | 2.648 |
| 1990 | 1990 |  | 2.635     | 2.635 |
| 1995 | 1995 |  | 2.570     | 2.570 |
| 2000 | 2000 |  | 2.426     | 2.426 |
| 2005 | 2005 |  | 2.255     | 2.255 |
| 2010 | 2010 |  | 2.207     | 2.207 |
| 2015 | 2015 |  | 2.188     | 2.188 |
| Sursa: SCB - Statistika Centralbyrån, Folkmängden per tätort. Vart femte år 1960 - 2016 |      |  |           |       |